# Krupac (Konjic, BiH)
Krupac je naseljeno mjesto u općini Konjic, Federacija Bosne i Hercegovine, BiH.

## Stanovništvo

### 1991.
Nacionalni sastav stanovništva 1991. godine, bio je sljedeći:
ukupno: 131
- Muslimani – 93
- Hrvati – 38

### 2013.
Nacionalni sastav stanovništva 2013. godine, bio je sljedeći:
ukupno: 54
- Bošnjaci – 52
- Hrvati – 2

## Vanjske poveznice
- Satelitska snimka  Arhivirana inačica izvorne stranice od 21. veljače 2021. (Wayback Machine)